# رابرت گوردون (بازیکن فوتبال اهل انگلستان)
رابرت گوردون (انگلیسی: Robert Gordon؛ 1917 – 18 september ۱۹۴۰ (۲۲−۲۳ سال)) بازیکن فوتبال اهل بریتانیا بود.
از باشگاه‌هایی که در آن بازی کرده‌است می‌توان به باشگاه فوتبال هادرزفیلد تاون اشاره کرد.